# Rhamphidarpoides bidens
Rhamphidarpoides bidens är en mångfotingart som beskrevs av Kraus 1960. Rhamphidarpoides bidens ingår i släktet Rhamphidarpoides och familjen Odontopygidae. Inga underarter finns listade i Catalogue of Life.